# Марфа Царицынская
Ма́рфа Цари́цынская (имя при рождении неизвестно; фамилия — Медведская) — царицынская юродивая, почитаемая многими православными верующими Волгоградской области в качестве святой.

## Биография
Марфа Царицынская родилась в 1880 году, была единственным ребёнком в семье зажиточных царицан Медведских. Училась в одной из царицынских гимназий, по окончании которой отправилась в паломничество в Санкт-Петербург, к Иоанну Кронштадскому. С его благословения она приняла подвиг юродства Христа ради и взяла новое имя Марфа. Некоторое время девушка прожила так в Петербурге, а по возвращении в Царицын ей пришлось оставить родной дом из-за противодействия родителей её новому образу жизни.
Блаженная Марфа получила в Царицыне широкую известность как провидица и целительница. В то же время, рассказы о жизни подвижницы обросли и очевидными вымыслами. В частности, широкое распространение получила история о визите к Марфе в Царицын императрицы Александры Фёдоровны, во время которого блаженная предсказала убийство семьи Романовых, однако на самом деле императрица в Царицыне ни разу не была.
Марфа Царицынская умерла в 1925 году в возрасте около 45 лет. Есть сведения, что перед смертью она предсказала, что её будут хоронить трижды, что и случилось: первоначально её тело было похоронено на территории Свято-Духова монастыря, после его закрытия могила была перенесена на кладбище рядом с Алексеевской церковью; после войны Алексеевское кладбище было ликвидировано, а захоронение перенесено на Димитриевское кладбище, где существует по сей день.

## Почитание
В настоящее время Марфа Царицынская к лику святых не причислена, однако Волгоградской епархией ведётся работа по сбору материалов для её официальной канонизации.
Верующие активно посещают могилу блаженной на Димитриевском кладбище, где приобретают сухарики, а также набирают песок и землю: считается, что они помогают от болезней. Каждую неделю священниками кладбищенского храма на могиле Марфы проводятся панихиды